# Signal de Margeride
Le signal de Margeride est un sommet du Massif central appartenant aux monts de la Margeride dans le Cantal.

## Géographie

### Situation
Le signal de Margeride est situé sur une ligne de crêtes. C'est le point culminant de la commune de Védrines-Saint-Loup.
À son sommet couronné d'un observatoire et d'une croix monumentale en granite, un panorama permet d'observer les gorges de la Truyère et du Bès, le massif du Devès, l'Aubrac et les monts du Cantal.

### Hydrographie
La Cronce a son origine sur les versants nord-est du massif de la Margeride, à l'est du signal de Margeride à 1 222 m d'altitude.

### Flore et paysage
La flore qui l'entoure est constituée de landes, forêts de pins, taillis de hêtres ainsi que de tourbières.

## Randonnée
Le sentier de grande randonnée de pays de Saint-Flour l'approche à l'est.